# Paul Dubov
Paul Dubov (Illinois, 10 ottobre 1918 – Encino, 20 settembre 1979) è stato un attore e sceneggiatore statunitense.
Ha recitato in quasi 70 film dal 1938 al 1977 ed è apparso in oltre 70 produzioni televisive dal 1952 al 1971. È stato accreditato anche con il nome Paul Dubor.

## Biografia
Paul Dubov nacque in Illinois, il 10 ottobre 1918.
Per la televisione, interpretò, tra gli altri, il ruolo di  Michel in 6 episodi della serie televisiva The Ann Sothern Show dal 1959 al 1961 e in molti altri ruoli secondari e apparizioni come questa in numerosi episodi di serie televisive dagli anni 50 agli inizi degli anni 70.
La sua ultima apparizione sul piccolo schermo avvenne nell'episodio Appointment in Palermo della serie televisiva Reporter alla ribalta, andato in onda il 26 febbraio 1971, che lo vede nel ruolo di  Luigi Bardi, mentre per il grande schermo l'ultima interpretazione risale al film Crash! del 1977 in cui interpreta il dottor Cross.
Fu anche sceneggiatore per diversi episodi di serie televisive. Contribuì alla creazione della serie televisiva Honey West, per la quale, tra l'altro, scrisse diversi episodi e fu accreditato anche come attore nel ruolo del tenente della polizia Badger nell'episodio There's a Long, Long, Fuse A'Burning. Per il cinema interpretò molti ruoli secondari e partecipò a diversi film di fantascienza, come La guerra di domani, del 1959, in cui interpreta il tenente David Milburn. Interpretò, tra gli altri, Jesse Bronson nel film del 1959 L'amore di una geisha e il capitano Caumont in La porta della Cina del 1957.
Morì a Encino, in California, il 20 settembre 1979.

## Filmografia

### Attore

#### Cinema
- Little Tough Guy, regia di Harold Young (1938)
- Tragica attesa (Secrets of a Nurse), regia di Arthur Lubin (1938)
- Amore per appuntamento (Appointment for Love), regia di William A. Seiter (1941)
- Bombay Clipper, regia di John Rawlins (1942)
- North to the Klondike, regia di Erle C. Kenton (1942)
- Girls' Town, regia di Victor Halperin (1942)
- Mystery of Marie Roget, regia di Phil Rosen (1942)
- Escape from Hong Kong, regia di William Nigh (1942)
- Danger in the Pacific, regia di Lewis D. Collins (1942)
- Gianni e Pinotto detectives (Who Done It?), regia di Erle C. Kenton (1942)
- The Boss of Big Town, regia di Arthur Dreifuss (1942)
- Mug Town, regia di Ray Taylor (1942)
- The Adventures of Smilin' Jack, regia di Lewis D. Collins, Ray Taylor (1943)
- It Ain't Hay, regia di Erle C. Kenton (1943)
- Don Winslow of the Coast Guard, regia di Lewis D. Collins, Ray Taylor (1943)
- Follow the Band, regia di Jean Yarbrough (1943)
- We've Never Been Licked, regia di John Rawlins (1943)
- Strange Holiday, regia di Arch Oboler (1945)
- Stasera ho vinto anch'io (The Set-Up), regia di Robert Wise (1949)
- Il grande campione (Champion), regia di Mark Robson (1949)
- La gabbia di ferro (Outside the Wall), regia di Crane Wilbur (1950)
- Chimere (Young Man with a Horn), regia di Michael Curtiz (1950)
- Intermezzo matrimoniale (Perfect Strangers), regia di Bretaigne Windust (1950)
- Triple Trouble, regia di Jean Yarbrough (1950)
- Cirano di Bergerac (Cyrano de Bergerac), regia di Michael Gordon (1950)
- La città del terrore (The Killer That Stalked New York), regia di Earl McEvoy (1950)
- Il mistero del V3 (The Flying Missile), regia di Henry Levin (1950)
- Missing Women, regia di Philip Ford (1951)
- Her First Romance, regia di Seymour Friedman (1951)
- Luci sull'asfalto (The Mob), regia di Robert Parrish (1951)
- Sunny Side of the Street, regia di Richard Quine (1951)
- The Family Secret, regia di Henry Levin (1951)
- Duello nella foresta (Red Skies of Montana), regia di Joseph M. Newman (1952)
- L'ultima minaccia (Deadline - U.S.A.) , regia di Richard Brooks (1952)
- Nessuno mi salverà (The Sniper), regia di Edward Dmytryk (1952)
- Mezzogiorno di fuoco (High Noon), regia di  Fred Zinnemann (1952)
- Il quarto uomo (Kansas City Confidential), regia di Phil Karlson (1952)
- La mia legge (I, the Jury), regia di Harry Essex (1953)
- Delitto alla televisione (The Glass Web), regia di Jack Arnold (1953)
- La lunga notte (The Long Wait), regia di Victor Saville (1954)
- L'ultima volta che vidi Parigi (The Last Time I Saw Paris), regia di Richard Brooks (1954)
- Atomicofollia (The Atomic Kid), regia di Leslie H. Martinson (1954)
- Il calice d'argento (The Silver Chalice), regia di Victor Saville (1954)
- La rapina del secolo (Six Bridges to Cross), regia di Joseph Pevney (1955)
- Abbott and Costello Meet the Keystone Kops, regia di Charles Lamont (1955)
- Cella 2455 braccio della morte (Cell 2455 Death Row), regia di Fred F. Sears (1955)
- Criminali contro il mondo (Mad at the World), regia di Harry Essex (1955)
- La meticcia di fuoco (Apache Woman), regia di Roger Corman (1955)
- L'inferno è a Dien Bien Fu (Jump Into Hell), regia di David Butler (1955)
- Il mostro del pianeta perduto (Day the World Ended), regia di Roger Corman (1955)
- Quel certo non so che (That Certain Feeling), regia di Melvin Frank, Norman Panama (1956)
- Colui che rise per ultimo (He Laughed Last), regia di Blake Edwards (1956)
- The She-Creature, regia di Edward L. Cahn (1956)
- Processo al rock and roll (Shake, Rattle & Rock!), regia di Edward L. Cahn (1956)
- Voodoo Woman, regia di Edward L. Cahn (1957)
- La porta della Cina (China Gate), regia di Samuel Fuller (1957)
- I fratelli Rico (The Brothers Rico), regia di Phil Karlson (1957)
- Quaranta pistole (Forty Guns), regia di Samuel Fuller (1957)
- L'amore di una geisha (Tokyo After Dark), regia di Norman T. Herman (1959)
- Verboten, forbidden, proibito (Verboten!), regia di Samuel Fuller (1959)
- Il kimono scarlatto (The Crimson Kimono), regia di Samuel Fuller (1959)
- La guerra di domani (The Atomic Submarine), regia di Spencer Gordon Bennet (1959)
- Guerra di gangster (The Purple Gang), regia di Frank McDonald (1959)
- La famiglia assassina di Mà Barker (Ma Barker's Killer Brood), regia di Bill Karn (1960)
- La vendetta del gangster (Underworld U.S.A.), regia di Samuel Fuller (1961)
- The Underwater City, regia di Frank McDonald (1962)
- Irma la dolce (Irma la Douce), regia di Billy Wilder (1963)
- Il corridoio della paura (Shock Corridor), regia di Samuel Fuller (1963)
- Crash!, regia di Charles Band (1977)

#### Televisione
- Four Star Revue – serie TV, 1 episodio (1952)
- Missione pericolosa (Dangerous Assignment) – serie TV, 5 episodi (1952)
- I segreti della metropoli (Big Town) – serie TV, 1 episodio (1952)
- Lucy ed io (I Love Lucy) – serie TV, 1 episodio (1952)
- Gang Busters – serie TV, 3 episodi (1952)
- I Married Joan – serie TV, 1 episodio (1953)
- The Ford Television Theatre – serie TV, 1 episodio (1954)
- Mickey Rooney Show (The Mickey Rooney Show) – serie TV, episodio 1x04 (1954)
- The Pepsi-Cola Playhouse – serie TV, 1 episodio (1954)
- Waterfront – serie TV, 1 episodio (1954)
- Treasury Men in Action – serie TV, 2 episodi (1955)
- The Whistler – serie TV, episodio 1x28 (1955)
- City Detective – serie TV, 1 episodio (1955)
- Damon Runyon Theater – serie TV, episodio 1x02 (1955)
- The Man Behind the Badge – serie TV, 2 episodi (1955)
- Stage 7 – serie TV, 1 episodio (1955)
- Scienza e fantasia (Science Fiction Theatre) – serie TV, episodio 1x18 (1955)
- Navy Log – serie TV, episodio 1x01 (1955)
- Gunsmoke – serie TV, 2 episodi (1956-1957)
- TV Reader's Digest – serie TV, episodi 2x21-2x24 (1956)
- Lux Video Theatre – serie TV, 1 episodio (1956)
- Studio 57 – serie TV, 2 episodi (1956)
- Crusader – serie TV, 2 episodi (1956)
- Le leggendarie imprese di Wyatt Earp (The Life and Legend of Wyatt Earp) – serie TV, 2 episodi (1957-1958)
- The Millionaire – serie TV, 2 episodi (1957-1960)
- The Gray Ghost – serie TV, episodio 1x06 (1957)
- How to Marry a Millionaire – serie TV, 1 episodio (1957)
- Dragnet – serie TV, 1 episodio (1957)
- The Gale Storm Show: Oh, Susanna! – serie TV, 1 episodio (1957)
- The Silent Service – serie TV, 1 episodio (1957)
- Westinghouse Desilu Playhouse – serie TV, 3 episodi (1958-1959)
- Peter Gunn – serie TV, episodi 1x03-3x26 (1958-1961)
- Make Room for Daddy – serie TV, 6 episodi (1958-1962)
- Broken Arrow – serie TV, 1 episodio (1958)
- General Electric Theater – serie TV, episodio 7x09 (1958)
- L'uomo ombra (The Thin Man) – serie TV, episodio 2x08 (1958)
- The Ann Sothern Show – serie TV, 6 episodi (1959-1961)
- Bat Masterson – serie TV, 2 episodi (1959-1961)
- Gli intoccabili (The Untouchables) – serie TV, 4 episodi (1959-1962)
- The Restless Gun – serie TV, episodio 2x15 (1959)
- Alcoa Presents: One Step Beyond – serie TV, 1 episodio (1959)
- The D.A.'s Man – serie TV, 1 episodio (1959)
- Il tenente Ballinger (M Squad) – serie TV, 1 episodio (1959)
- Mike Hammer – serie TV, 2 episodi (1959)
- FBI contro Al Capone (The Scarface Mob) – film TV (1959)
- Zorro – serie TV, 1 episodio (1959)
- Cheyenne – serie TV, 1 episodio (1959)
- Bourbon Street Beat – serie TV, episodio 1x08 (1959)
- Indirizzo permanente (77 Sunset Strip) – serie TV, 4 episodi (1960-1961)
- Hawaiian Eye – serie TV, 4 episodi (1960-1963)
- Ricercato vivo o morto (Wanted: Dead or Alive) – serie TV, episodio 2x17 (1960)
- The Deputy – serie TV, 1 episodio (1960)
- Tightrope – serie TV, episodio 1x25 (1960)
- The Lucy-Desi Comedy Hour – serie TV, 1 episodio (1960)
- Markham – serie TV, 2 episodi (1960)
- Bachelor Father – serie TV, un episodio (1960)
- Bonanza – serie TV, 2 episodi (1961-1962)
- The Jack Benny Program – serie TV, 1 episodio (1961)
- Miami Undercover – serie TV, 1 episodio (1961)
- Surfside 6 – serie TV, episodi 1x33-2x26 (1961-1962)
- The Bob Cummings Show – serie TV, 1 episodio (1961)
- Pete and Gladys – serie TV, episodio 2x11 (1961)
- The Roaring 20's – serie TV, 1 episodio (1961)
- The Dick Powell Show – serie TV, episodio 2x07 (1962)
- Stoney Burke – serie TV, 1 episodio (1963)
- Ai confini della realtà (The Twilight Zone) – serie TV, 1 episodio (1963)
- The Lieutenant – serie TV, 1 episodio (1963)
- Sotto accusa (Arrest and Trial) – serie TV, episodio 1x02 (1963)
- La legge di Burke (Burke's Law) – serie TV, 2 episodi (1964)
- Perry Mason – serie TV, 1 episodio (1964)
- The Cara Williams Show – serie TV, 1 episodio (1964)
- The Bill Dana Show – serie TV, 1 episodio (1965)
- Honey West – serie TV, episodio 1x29 (1966)
- Quella strana ragazza (That Girl) – serie TV, 1 episodio (1967)
- Reporter alla ribalta (The Name of the Game) – serie TV, 1 episodio (1971)

### Sceneggiatore
- La legge di Burke (Burke's Law) – serie TV, 12 episodi (1964-1965)
- Honey West – serie TV, 10 episodi (1965-1966)
- Il Calabrone Verde (The Green Hornet) – serie TV, un episodio (1966)
- Brigade criminelle – serie TV, un episodio (1967)
- Mod Squad, i ragazzi di Greer (The Mod Squad) – serie TV, 5 episodi (1968-1970)
- C'è un uomo nel letto di mamma (With Six You Get Eggroll), regia di Howard Morris (1968)
- The New People – serie TV, un episodio (1969)
- Love, American Style – serie TV, un episodio (1969)
- Io e i miei tre figli (My Three Sons) – serie TV, un episodio (1970)
- La famiglia Brady (The Brady Bunch) – serie TV, un episodio (1970)
- Movin' On – serie TV, 2 episodi (1975)
- La famiglia Bradford (Eight Is Enough) – serie TV, 3 episodi (1977-1978)
- Wonder Woman – serie TV, un episodio (1977)
- Backstairs at the White House – miniserie TV, 4 episodi (1979)
- Shirley – serie TV, 3 episodi (1979)

## Doppiatori italiani
- Pino Locchi in Atomicofollia, Il kimono scarlatto
- Bruno Persa in Chimere
- Gianfranco Bellini in Il mostro del pianeta perduto
- Emilio Cigoli in La vendetta del gangster
- Sergio Tedesco in Irma la dolce
- Arturo Dominici in Il corridoio della paura
- Gerolamo Alchieri in Il calice d'argento (ridoppiaggio)